# Тагтабазар
Тагтабазар (туркм. Tagtabazar) — посёлок городского типа в Марыйском велаяте Туркмении. Административный центр Тагтабазарского этрапа. Расположен на левом берегу реки Мургаб в 26 км от одноимённой железнодорожной станции (на линии Мары — Серхетабад (Кушка)).
Статус посёлка городского типа с 1937 года. До 1993 года носил название Тахта-Базар.
По данным БСЭ в Тахта-Базаре действовали молочно-маслодельный, кирпичный заводы.
Во время СССР здесь находились учебная часть и штаб 68-го пограничного отряда КСАПО.

## История
Тахта-базар — главный населённый пункт Пендинского оазиса. Местопребывание пендинского пристава после присоединения Пендинского оазиса к Российской империи в 1885 году (см. Бой на Кушке).
В 1888 году по итогам разграничительного соглашения 1887 года вдоль российско-афганской границы были установлены деревянные пограничные столбы, устроены пограничные посты и заставы. Пограничная стража вела активную борьбу с контрабандистами. Российская таможня, собиравшая пошлину с афганских товаров (главным образом кишмиш, каракулевые шкурки, кожу, шерсть, ковры, скот), находилась в селении Тахтабазар. Размер пошлины для афганских товаров составлял 5 % от стоимости товара. Российские товары (керосин, мануфактурные товары) вывозились беспошлинно.
В 1892 г. открыто почтово-телеграфное отделение, которое в 1915 было преобразовано в почтово-телеграфную контору.
68-й Тахта-Базарский погранотряд был создан в 1932 году по приказу ОГПУ. Численность Тахта-Базарского погранотряда войск НКВД на 22 июня 1942 года составляла 1226 чел.
19 мая 1989 года Указом Президиума Верховного Совета СССР «За успешное выполнение боевых задач по оказанию интернациональной помощи Республике Афганистан, мужество и отвагу, проявленные личным составом, высокие показатели в деле обеспечения государственной безопасности страны» 68-й пограничный отряд КГБ СССР награждён орденом Красного Знамени.

## Достопримечательности
В окрестностях расположено пещерное городище Екеговак, имеющее статус Государственного исторического и архитектурного заповедника.

## Население
Жители Тахтабазарского района с давних пор занимались разведением верблюдов. Но после вспышки эпизоотии чумы верблюдов в 1968 году эта отрасль утратила своё значение.
| 1959 | 1970 | 1979 | 1989 |
| ---- | ---- | ---- | ---- |
| 3633 | 4625 | 5381 | 5907 |